# Lycaeides extenta
Lycaeides extenta är en fjärilsart som beskrevs av Embrik Strand 1901. Lycaeides extenta ingår i släktet Lycaeides och familjen juvelvingar. Inga underarter finns listade i Catalogue of Life.